# Awangarda (literatura)
Awangarda – forma artystyczno-ideowa, obejmująca literaturę i wszystkie dziedziny sztuki.
Jedną z podstawowych zasad działania ruchów awangardowych XX wieku było dążenie do zamknięcia nowej wizji poezji w wyraźnym programie. Poeci awangardowi szukali teoretycznego uzasadnienia swojego działania twórczego. Wychodzili z założenia, że tworzenie nie jest dziełem przypadkowym, ale wyrazem pewnych przekonań, które da się przedstawić w formie jasno sformułowanych zasad. Stąd na początku XX wieku pojawiło się wiele manifestów artystycznych, w których twórcy przedstawiali nową wizję poezji. Prawie każdy ruch awangardowy uważał niemal za swój obowiązek opublikowanie manifestu. Ta zasada nie była obca także polskim awangardystom. 
Narodziła się około 1910 roku, wraz z takimi kierunkami jak: futuryzm, kubizm i ekspresjonizm. Pojęcie awangardy ma szeroki zakres, nie można ograniczać go tylko do tych kierunków, szkół artystycznych bądź literackich, które bezpośrednio określały się jako awangardowe lub były tak nazywane przez krytykę (np. Awangarda Krakowska, tzw. druga awangarda lat 30.). W pewnym sensie pojęcie awangardy można odnieść do całej rzeczywistości artystycznej i literackiej pierwszej połowy XX wieku, a przynajmniej do tych tendencji, które okazały się podstawowe dla doświadczenia estetycznego tego okresu. Stanowiła odpowiedź na rozpowszechnioną świadomość kryzysu kultury i próbę dostosowania literatury i sztuki do warunków społecznych i ekonomicznych XX wieku. W latach dwudziestych awangarda była reprezentowana przez liczne kierunki artystyczne: dadaizm, konstruktywizm, surrealizm. Wspólny był im stan permanentnej rewolty, wymierzonej w tradycję, zwłaszcza w dziewiętnastowieczny naturalizm, dekadentyzm i impresjonizm, oraz nastawienie na nowatorstwo i oryginalność w zakresie programów ideowych i rozwiązań formalno-estetycznych. Podstawowym pojęciem była nowość-nowej rzeczywistości cywilizacyjnej, niemającej żadnej analogii w przeszłości, odpowiadała nowa sztuka. Postęp techniczny został uznany za model działalności artystycznej. Stąd fascynacja techniką, wynalazkami, urbanizm, futuryzm awangardy.
Stąd także dwa oblicza awangardy:
- ludyczne, prowokujące, destrukcyjne
- poważne, konstruktywistyczne, progresywistyczne zaangażowane w tworzenie nowego ładu.

Również na gruncie komunikacji literackiej i artystycznej awangarda przyniosła nowe zjawiska: prócz porozumiewania się z odbiorcą za pomocą utworu literackiego czy dzieła sztuki, pojawiły się takie formy jak czasopismo, druk ulotny, więc odczyt, wieczór autorski, kabaret, kawiarnia literacka i klub artystyczny. Szczególne zastosowanie zyskał manifest, jako podstawowy środek perswazji ideowo-artystycznej.
Światopogląd awangardy najpełniej wyrażało hasło „sztuka – życie – działanie”, wskazujące na bezpośrednią odpowiedniość rzeczywistości społecznej i artystycznej, narzucające twórcy zadanie przebudowy świata, człowieka i społeczeństwa. W ramach awangardy mieściły się zarówno kult żywiołu i intuicji, wyrażający się w nawiązaniach do sztuki prymitywnej, jak i postulaty intelektualnego rygoru i konstruktywistycznej ścisłości; elitaryzm, wynikający z rozwiniętej autonomii artysty, jak i populizm, przejawiający się w trakcie działań socjotechnicznych (łączenie się artystów w grupy, starania o poszerzenie kręgu odbiorców, itd.). Początkowy witalizm, dynamizm, fascynacja miastem i techniką w latach trzydziestych ustąpiły miejsca katastroficznemu przeczuciu końca europejskiej cywilizacji.